# Kazujoši Miura
Kazujoši Miura (japonsko 三浦 知良), japonski nogometaš, * 26. februar 1967, Šizuoka, Japonska.
Za japonsko reprezentanco je odigral 89 uradnih tekem in dosegel 55 golov.